# 赫尔萨
赫尔萨，是西班牙阿拉贡自治区萨拉戈萨省的一个市镇。 总面积72平方公里，总人口1220人（2001年），人口密度17人/平方公里。